# Клін (округ Наместово)
Клін (словац. Klin) — село, громада округу Наместово, Жилінський край. Кадастрова площа громади — 12.74 км².
Населення 2468 осіб (станом на 31 грудня 2018 року).

## Історія
Клін згадується 1567 року.

## Географія
Протікає Клинський потік.

## Населення
| Рік:            | 1994. | 2004.    | 2014.    | 2024.   |
| --------------- | ----- | -------- | -------- | ------- |
| Кількість осіб: | 1821  | 2036     | 2342     | 2549    |
| Різниця:        |       | +11,80 % | +15,02 % | +8,83 % |

| Рік:            | 2023. | 2024.   |
| --------------- | ----- | ------- |
| Кількість осіб: | 2555  | 2549    |
| Різниця:        |       | -0,23 % |